# 이영 (1969년)
이영(李永, 1969년 6월 6일~)은 IT·보안 전문가 출신 정치인이다. IT 보안 전문기업 테르텐의 대표이사, 한국여성벤처협회장, 한국소프트웨어산업협회 부회장을 역임했다. 미래한국당 비례대표로 제21대 국회의원으로 재직 중이던 2022년 5월 중소벤처기업부 장관에 임명되었고 국회의원직을 자진사퇴하였다.

## 생애
20년간 소프트웨어벤처기업을 운영하며 강소기업으로 일궈낸 IT·보안 전문가다. 2020년 4월 총선에서 미래한국당 비례대표 후보로 출마하여 당선되었다. 이후 카이스트에 복학하여 늦깎이로 박사를 마쳤고 중소벤처기업부 장관이 되었다.

## 정치 활동
- 미래통합당 당선자 총회에서 "선거기간 내내 너무나 디지털화가 되지않아 있고 의사결정이 데이터 기반하지 않는 점에 매우 큰 충격을 받았다"며 "과학기술 경제강국 대한민국을 이끌기 위한 정책, 법안 입안에 노력"하겠다고 발언했다.[1] 지난 8월 3일 미래통합당 신임 주요 당직자 임명식에서 디지털정당위원회 위원장으로 임명되었다. 이어진 인사말에서 "당이 수적으로 열세인 상황을 극복하기 위해 디지털플랫폼을 이용하여 국민과 소통하고 내부적으로는 의원, 당직자, 보좌진 간 협업의 속도를 올릴 수 있도록 노력하겠다"고 밝혔다.

- 이영 의원과 의원실(보좌직원)의 팀명(애칭)은 올리브 영 (all live young)이다. CJ올리브영(Olive young)의 이름을 차용한 것으로 '모두가 젊게 산다'는 뜻과 '모두가 이영 의원을 위해 산다'는 보좌직원들의 의지와 각오를 재치있게 담은 이름이라고 한다.[2]

- IT기업인 출신답게 당선자 총회 인사에서부터 미래통합당의 디지털화를 강조했다. 21대 국회에서 최초로 전자발의를 활용해 언론에 보도된 바 있으며, 코로나19의 수도권 재확산으로 인해 사회적거리두기 2단계 격상되기 전부터 팩스와 친전, 전화에 의존하고 있는 업무방식을 디지털화 할 수 있는 노력을 해오고 있다고 한다.

- 당초 산업통상자원중소벤처기업위원회나 과학기술정보방송통신위원회로 배정될 것이 유력했으나 정무위원회 위원으로 보임되었다. 정무위원회 첫 업무보고 전체회의에서 국무조정실장에게 문재인 정부의 코로나 뉴딜에 대한 문제점을 조목조목 지적하며 첫 데뷔전을 잘 치렀다는 평가를 받고 있다. 백선엽 장군에 대한 논란에 대해 육군 3성 장군 출신인 박삼득 국가보훈처장에게 국방부에서 만든 정신전력교육 기본교재 내용을 보여주며 '군에서는 이렇게 가르치는데 사회에 나오니 다른 소리를 하고 있다면 납득이 가겠냐'는 일침을 하자 박 처장이 눈을 질끈 감기도 하였다.

## 대표 발의 법안
- 2020-08-24 고용보험법 일부개정법률안(이영의원 등 12인)
- 2020-08-24 국가보훈 기본법 일부개정법률안(이영의원 등 11인)
- 2020-08-20 벤처기업육성에 관한 특별조치법 일부개정법률안(이영의원 등 11인)
- 2020-08-20 산업재해보상보험법 일부개정법률안(이영의원 등 13인)
- 2020-06-23 독점규제 및 공정거래에 관한 법률 일부개정법률안(이영의원 등 11인)
- 2020-06-12 소득세법 일부개정법률안(이영의원 등 15인)
- 2020-06-12 조세특례제한법 일부개정법률안(이영의원 등 15인)
- 2020-06-12 상속세 및 증여세법 일부개정법률안(이영의원 등 13인)

## 학력
- 서문여자중학교
- 서문여자고등학교
- 1989~1993: 광운대학교 수학 학사
- 1993~1995: KAIST 대학원 수리과학과 석사 (암호학)
- 1996~1999: KAIST 대학원 수리과학과 박사과정 수료 (암호학)
- 2022: KAIST 수리과학과 박사 (암호학), 지도교수 한상근

## 주요 경력
- 2010.07~2020.05: 테르텐 대표이사
- 2014.01~2016.01: 정보통신산업진흥원 이사
- 2014.10~2017.10: 한국저작권위원회 위원
- 2015.02~2017.02: 제9대 한국여성벤처협회 회장
- 2021.09~2022.04: 국민의힘 원내부대표
- 2021.09: 국민의힘 제20대 대통령 선거 공약개발단 시민소리 혁신정책회의 디지털혁신단장
- 2021.10~2022.03: 국민의힘 이재명비리 국민검증 특별위원회 위원
- 2021.12: 제20대 대통령 선거 국민의힘 윤석열 후보 살리는 선거대책위원회 홍보미디어총괄본부 디지털본부장
- 2022.02: 제20대 대통령 선거 국민의힘 윤석열 후보 국민의힘 선거대책본부 공명선거·안심투표 추진위원회 위원
- 2022.03~2022.05: 제20대 대통령직인수위원회 국민통합위원회 기획분과위원
- 2022.05~2023.12: 제4대 중소벤처기업부 장관
- 2022.05~2023.12: 대통령 직속 국가지식재산위원회 당연직 위원
- 2022.07~2023.07: 국민통합위원회 당연직 위원
- 2023.07~2023.12: 대통령 직속 지방시대위원회 당연직위원
- 2024.03~2024.04: 국민의힘 4·10 총선 중앙선거대책위원회 격차해소 특별위원회 공동위원장
- 2024.09~: 서울대학교 수리과학부 특임교수
- 2024.09~: 청년정책조정위원회 민간 부위원장
- 2024.11~: 카이스트 KAIST 국가미래전략기술 정책연구소 초빙석학교수
- 2025.01~: 한국공학한림원 회원
- 2025.05~2025.06: 제21대 대통령 선거 국민의힘 김문수 대통령 후보 정책총괄본부 중산층성장본부장
- 2025.05~2025.06: 제21대 대통령 선거 국민의힘 김문수 대통령 후보 직속 총괄특보단 중소·벤처·소상공인 특보단장

### 의정 활동
- 2020.05~2022.05: 제21대 국회의원(비례대표, 미래한국당→미래통합당→국민의힘)
  - 2020.07~2020.11: 제21대 국회 전반기 정무위원회 위원
  - 2020.07~2022.05: 전환기 한국경제 포럼 구성의원
  - 2020.11~2021.01: 제21대 국회 전반기 행정안전위원회 위원
  - 2021.01: 제21대 국회 전반기 기획재정위원회 위원
  - 제21대 국회 전반기 행정안전위원회 위원
  - 제21대 국회 전반기 행정안전위원회 법안심사 제1소위원회 위원
  - 제21대 국회 전반기 행정안전위원회회 예산·결산기금심사소위원회 위원
  - 제21대 국회 전반기 국회운영위원회 위원
  - 제21대 국회 전반기 국회운영위원회 청원심사소위원회 위원
  - 2021.03~2022.05: 국회 글로벌 혁신 연구포럼 구성의원
  - 2021.09~2021.09: 제21대 국회 대법관(오경미) 임명동의에 관한 인사청문특별위원회 위원
  - 2021.11~2022.04: 제21대 국회 중앙선거관리위원회 위원(문상부) 선출에 관한 인사청문특별위원회 위원
  - 2022.04~2022.05: 제21대 국회 전반기 행정안전위원회 간사
  - 제21대 국회 전반기 행정안전위원회 법안심사 제2소위원회 위원장
  - 제21대 국회 전반기 행정안전위원회회 예산·결산기금심사소위원회 위원
  - 2022.04: 제21대 국회 국무총리(한덕수) 임명동의에 관한 인사청문특별위원회 위원
  - 2022.05: 제21대 국회 전반기 기획재정위원회 위원

## 역대 선거 결과
|  | 33.50% |

|  | 33.84% |

## 같이 보기
- 대한민국 제21대 국회의원 선거 미래한국당 후보 목록#비례대표
- 대한민국의 중소벤처기업부 장관